# آیتانا بونماتی
آیتانا بونماتی کونکا (انگلیسی: Aitana Bonmatí؛ زادهٔ ۱۸ ژانویهٔ ۱۹۹۸) فوتبالیست حرفه‌ای اسپانیایی است که به عنوان هافبک میانی در لیگ برتر فوتبال زنان اسپانیا برای باشگاه بارسلونا و تیم ملی زنان اسپانیا بازی می‌کند. او به عنوان یکی از بهترین بازیکنان فوتبال زنان به حساب می‌آید که برنده توپ طلای زنان در سال ۲۰۲۳ و ۲۰۲۴ شده‌است.
بونماتی از سال ۲۰۱۲ در بارسلونا بوده و به مدت ۶ سال از طریق لا ماسیا پیشرفت کرده‌است. او قبل از فصل ۲۰۱۶–۱۷ به تیم اصلی بارسلونا صعود کرد و تا سال پایانی خود در فصل ۲۰۱۸–۱۹ در خارج از نیمکت برای باشگاه حضور داشت. در سال ۲۰۱۹، او اولین فینال لیگ قهرمانان زنان یوفا در تاریخ بارسلونا را آغاز کرد و در اواخر سال برای اولین بار به عنوان بهترین بازیکن سال کاتالونیا انتخاب شد.
در طول فصل ۲۰۲۰–۲۱، حضور بونماتی برای قهرمانی بارسلونا در سه‌گانه قاره‌ای ضروری بود. او یکی از قابل توجه‌ترین عملکردهای دوران حرفه‌ای خود را در فینال لیگ قهرمانان اروپا زنان ۲۰۲۱ انجام داد و به عنوان ام‌وی‌پی فینال انتخاب شد.
در فصل ۲۰۲۲–۲۳، او توانایی گلزنی خود را بسیار بهبود بخشید؛ او ۱۹ بار در تمام رقابت‌ها گلزنی کرد و تیمش را به یک قهرمانی دیگر در لیگ داخلی و لیگ قهرمانان رساند.
بونماتی در رده‌های جوانان زیر ۱۷، ۱۹ و ۲۰ سال اسپانیا به موفقیت دست یافت. او دو قهرمانی جوانان یوفا (زیر ۱۷ و زیر ۱۹ سال اسپانیا) و نایب قهرمان دو دوره جام جهانی زنان جوانان فیفا (زیر ۱۷ و زیر ۲۰ سال اسپانیا) شده‌است. او از سال ۲۰۱۷ بازیکن تیم ملی زنان اسپانیا در رده بزرگسالان بوده و در جام جهانی فوتبال زنان ۲۰۱۹ و جام جهانی فوتبال زنان ۲۰۲۳ در تیم اسپانیا حضور داشت و ۲ بار جایزه توپ طلا فیفا را به عنوان بهترین بازیکن مسابقات به دست آورد.

## اوایل زندگی
آیتانا بونماتی در ۱۸ ژانویه ۱۹۹۸ در بیلانبا ای لا خلترو، شهری در منطقه گاراف در کاتالونیا به دنیا آمد. هنگامی که او در سال ۱۹۹۸ به دنیا آمد، والدینش می‌خواستند از آداب و رسوم نامگذاری اسپانیایی که به‌طور پیش فرض نام خانوادگی پدری ذکر شده بود، کنار بگذارند. در دو سال اول زندگی‌اش، او با نام آیتانا بونماتی گایدونت شناخته می‌شد و نام خانوادگی هر دو از مادرش بود. در سال ۲۰۰۰، قانون در اسپانیا تغییر کرد تا امکان وارونه کردن این رسم را فراهم کند، پس از آن بونماتی نام خانوادگی مادری خود (بونماتی) را به عنوان اولین نام خانوادگی خود و نام خانوادگی پدری خود، کونکا را به عنوان نام خانوادگی دوم خود انتخاب کرد.
بونماتی در کودکی بسکتبال بازی می‌کرد، اما در هفت سالگی فوتبال را آغاز کرد و با پسران در تیم‌های مختلط بازی کرد. او اغلب به یاد می‌آورد که پسرها به خاطر قد کوتاهش او را انتخاب کردند. اولین باشگاه‌هایی که او با آن‌ها فوتبال بازی کرد سی‌دی رایبز و سی‌اف کیوبلس بودند. در سن ۱۳ سالگی، او به بارسلونا ملحق شد تا در تیم‌های جوانان بازی کند، جایی که او دو ساعت سوار وسایل نقلیه عمومی با پدرش می‌شد تا به تمرین برود.